# Vác
Vác ([ˈvaːts], en allemand Waitzen) est une ville hongroise de 34 000 habitants située sur la rive gauche du Danube à 35 km au nord de Budapest, au sortir du coude du Danube.

## Histoire

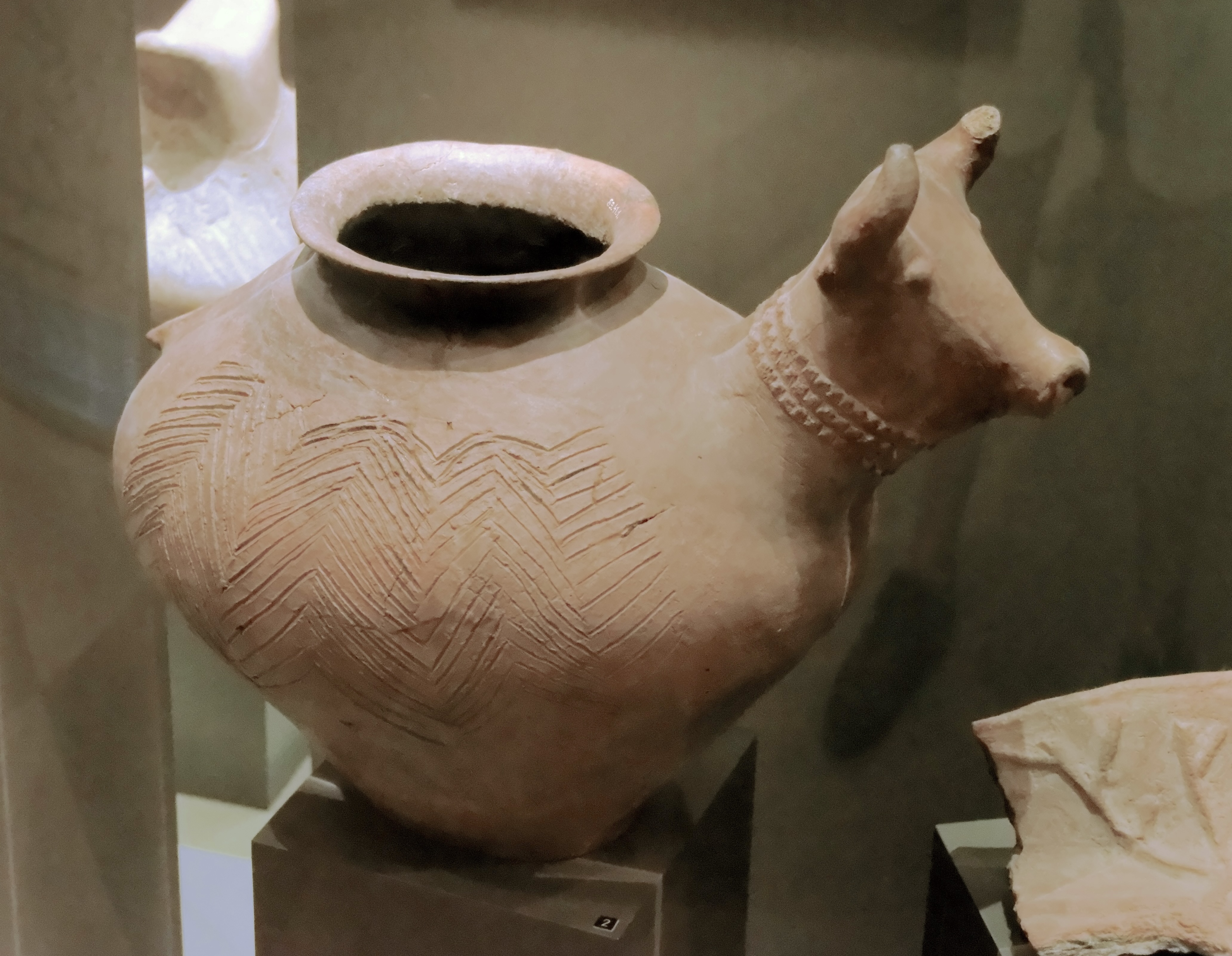
Vaisselle zoomorphique du Néolithique provenant de Vác. Musée national hongrois.

Des traces d'occupation de la région sont attestées dès le néolithique, et on sait que la ville existait déjà au IIe siècle : elle est mentionnée par Ptolémée, sous le nom d'Uvcenum, comme important carrefour fluvial. Celtes, Germains, Huns, Avars et Slaves s'y sont succédé jusqu'à ce que les Magyars s'installent au IXe siècle. Au sein du royaume hongrois, elle devint siège épiscopal à partir du XIe siècle.
Les Ottomans prirent la ville en 1543. Pendant l'occupation turque, elle fut de siège d'une raya (marche militaire) aux frontières des Habsbourg, qui la conquirent en 1699 après plusieurs sièges, dont le centre-ville médiéval subit les destructions. La ville fut reconstruite à partir du XVIIIe siècle par les évêques successifs, qui ont donné à Vác son caractère baroque actuel.

## Géographie
Vác est située sur la rive gauche du Danube, à 20 kilomètres au nord du centre de Budapest. 
La ville se trouve au pied du mont Naszály, l'un des contreforts des Carpates occidentales.

## Population
| 2013   | 2014   | 2018   | 2019   |
| ------ | ------ | ------ | ------ |
| 33 475 | 33 302 | 32 728 | 32 828 |

| 2020   | 2022   | 2023   | 2024   |
| ------ | ------ | ------ | ------ |
| 36 310 | 34 449 | 34 040 | 34 001 |

## Transports
Vác est desservie par l’autoroute M2 (Budapest–Dunakeszi–Göd –Vác) et par la route principale 2 (Budapest–Hont-Frontière entre la Slovaquie et la Hongrie).

## Jumelages
La ville de Vác est jumelée avec :
| Ville | Ville             | Pays | Pays      | Période                   |
| ----- | ----------------- | ---- | --------- | ------------------------- |
|       | Deuil-la-Barre    |      | France    | depuis 1991               |
|       | Donaueschingen    |      | Allemagne | depuis 1993               |
|       | Dubnica nad Váhom |      | Slovaquie | depuis 1998               |
|       | Givatayim         |      | Israël    | depuis 1993               |
|       | Järvenpää         |      | Finlande  | depuis 1984               |
|       | Odorheiu Secuiesc |      | Roumanie  | depuis 1997               |
|       | Otrokovice,       |      | Tchéquie  | depuis le 21 février 2014 |
|       | Sarıyer           |      | Turquie   | depuis novembre 2011      |
|       | Tiatchiv          |      | Ukraine   | depuis octobre 2011       |
|       | Zawadzkie         |      | Pologne   | depuis le 17 janvier 2016 |
|       | Šahy              |      | Slovaquie | depuis 2004               |

## Personnalités liées
- István Éliássy (1801-1854), poète hongrois.
- Nikola Krstić (1829-1902), historien et avocat serbe.
- Bálint Hóman (1885-1951), historien et homme politique hongrois y est décédé.
- Éva Dónusz (1967-), kayakiste, championne olympique en 1992.
- Zoltán Kammerer (1978-), kayakiste, triple champion olympique.

## Galerie

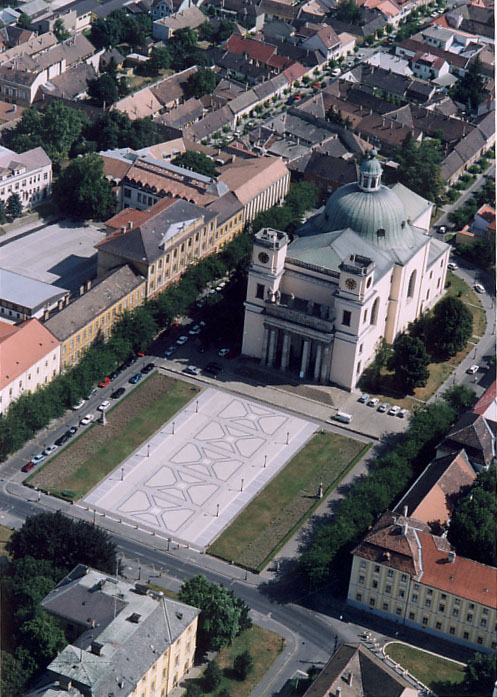
La cathédrale néo-classique de Vác
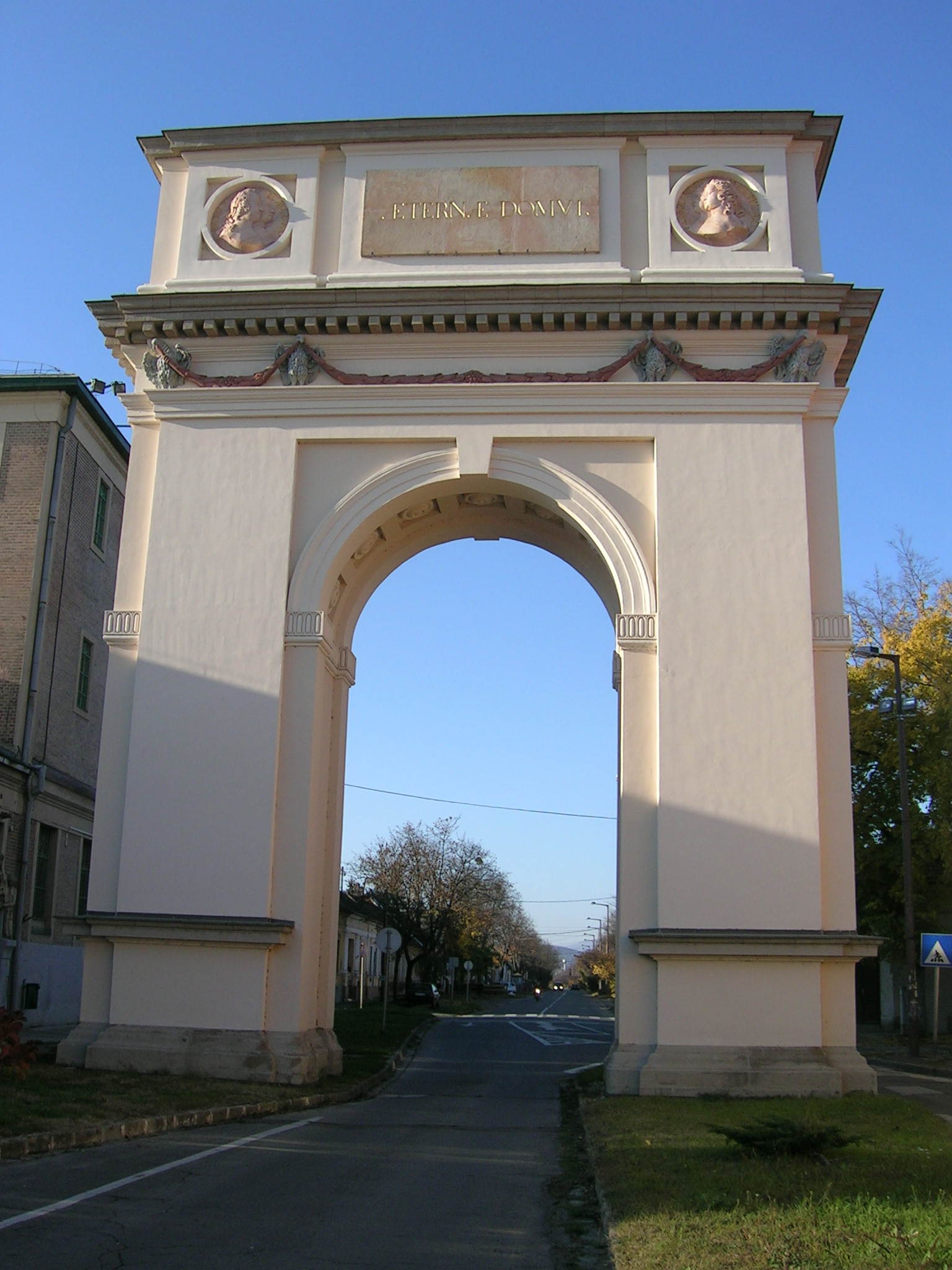
L'arc de triomphe de Vác
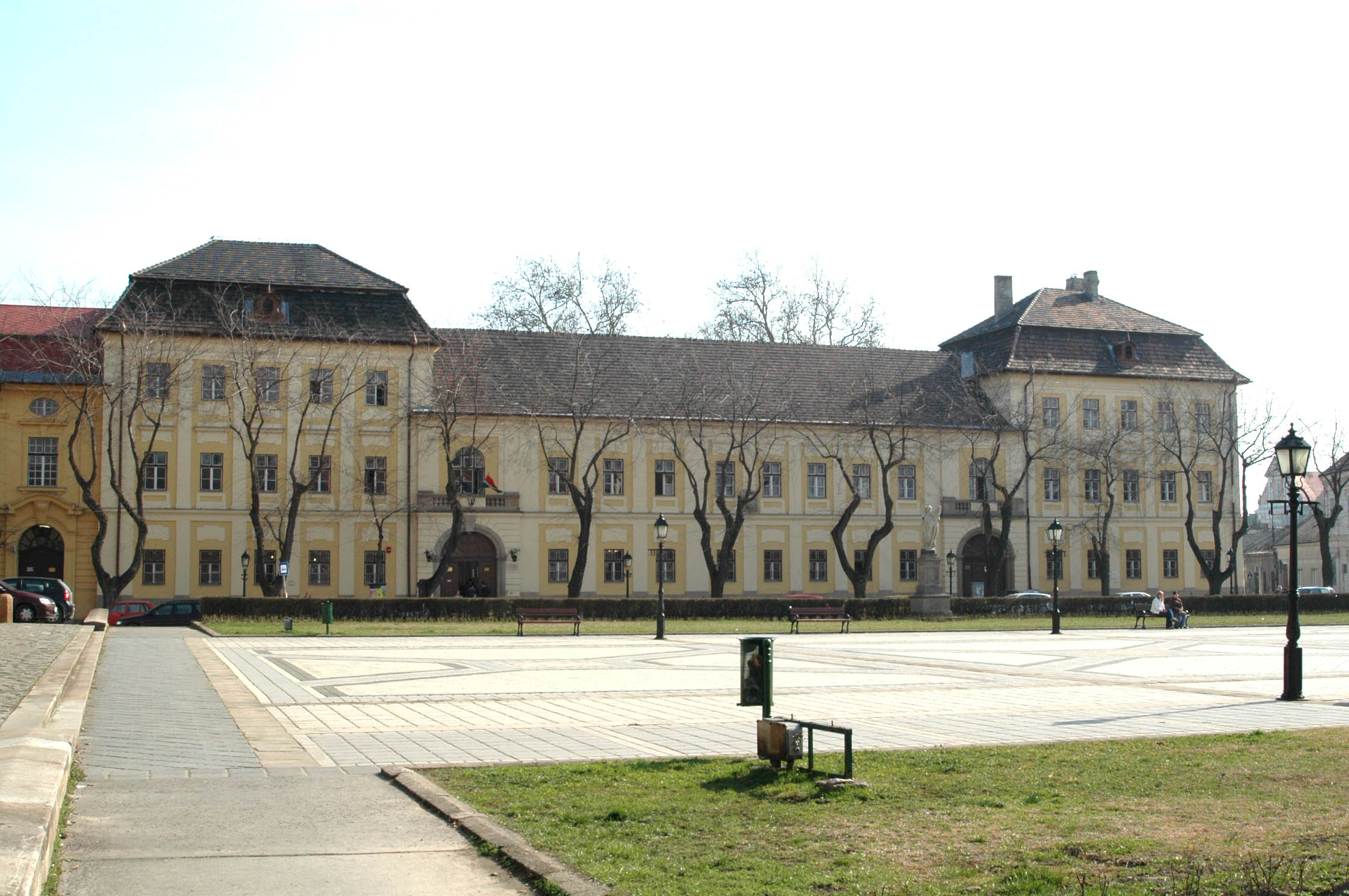
Université de Vác.
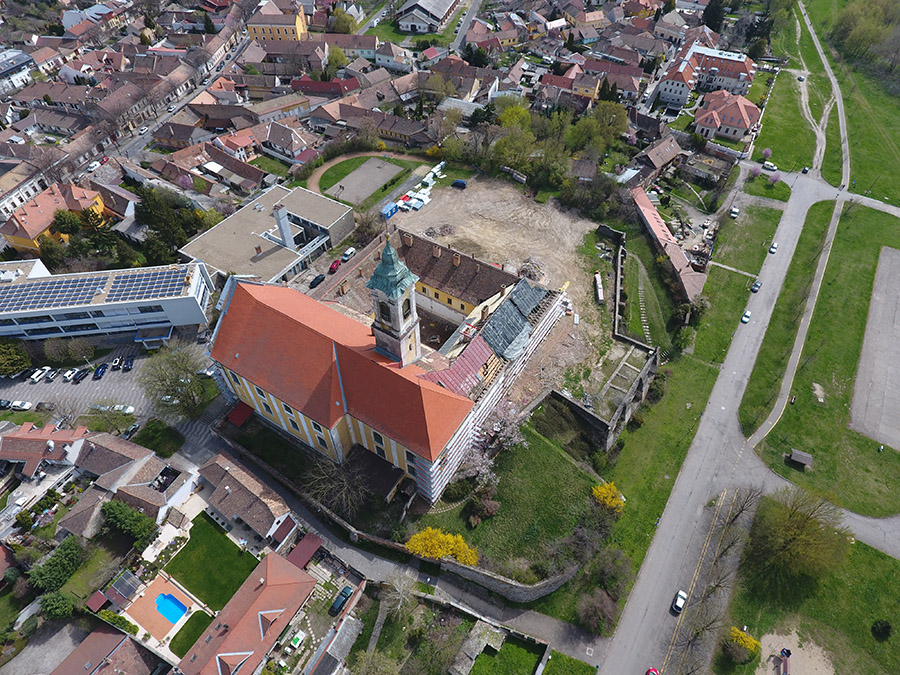
Püspökvár.

## Voir  aussi